# Conus dorreensis
Conus dorreensis é uma espécie de gastrópode do gênero Conus, pertencente à família Conidae.